# Трансполярна магистрала
Трансполярната магистрала е идеен проект за свързването по алтернативен маршрут зад северния полярен кръг на Далечния изток, респективно посредством преминаване през Беринговия проток и Америка, през Москва с Европа – по суша с железопътна линия.
Началото на този проект е поставено през 1928 г. посредством т.нар. „Великий Северный железнодорожный путь“ на руски.
На практика реализацията на част от проекта е изпълнена с построената в периода 1947 – 1953 г. от Министерството на вътрешните работи на СССР Северна железопътна линия.
Крайната точка на първия етап от проекта е да се свърже този участък с Чукотка. Работи се по изграждането на железен път „Чум – Салехард – Игарка“, достигащ на този етап до Лабитнанги.
Строителството се извършва най-вече от затворници.